# Maiyanur
Maiyanur (Tamil: மையனூர் Maiyaṉūr [ˈmai̯jənuːr]) ist ein Dorf im indischen Bundesstaat Tamil Nadu.
Maiyanur liegt rund 230 Kilometer südwestlich von Chennai im Distrikt Viluppuram. Das Dorf gehört zum Taluk (Sub-Distrikt) Sankarapuram. Die nächstgrößeren Städte sind Sankarapuram 13 Kilometer westlich, Kallakurichi 22 Kilometer südlich und Rishivandiyam 29 Kilometer südöstlich. Die Distrikthauptstadt Viluppuram liegt rund 70 Kilometer östlich.
Nach der indischen Volkszählung 2011 hat Maiyanur rund 3.200 Einwohner. 88 Prozent der erwerbstätigen Bevölkerung sind in der Landwirtschaft beschäftigt. Die Alphabetisierungsquote beträgt 77 Prozent. Im näheren Umkreis von Maiyanur gibt es die St.-Michael’s Primary School (1. bis 5. Klasse) und die Kulandai Yesu High School (6. bis 10. Klasse). Abschlüsse an letzterer Schule werden vom indischen Staat akzeptiert, allerdings wird die Schule nicht vom Staat gefördert.